# Żuromin
Żuromin – miasto w Polsce położone w północno-zachodniej części województwa mazowieckiego, leżące na Równinie Raciąskiej. Pełni funkcję ośrodka administracyjnego i gospodarczego. Jest siedzibą powiatu obejmującego 6 gmin oraz siedzibą gminy miejsko-wiejskiej Żuromin. W latach 1975–1998 miasto administracyjnie należało do województwa ciechanowskiego.

## Etymologia nazwy
Etymologię nazwy Żuromin wywodzić można od usytuowania środowiskowego pierwotnej osady, która powstała na jednej z puszczańskich polan, gdzie odpoczywali myśliwi, polujący na zwierzęta futerkowe. Pierwotna nazwa różniła się nieco od dzisiejszej i brzmiała: Żeremin, Żyromin, Żeromino. Charakterystyczny jest tu człon żer- wskazujący na żerowanie zwierząt leśnych, chociaż jest niewykluczone, iż nazwa związana była z żeremiami bobrowymi (siedliskami bobrów), których – z uwagi na znaczną bagnistość środowiska – było na tym terenie bardzo dużo.
Inny źródłosłów wskazuje na legendarną postać założyciela puszczańskiej osady o imieniu Żyrosław (Żyrom). Nie ulega wszakże najmniejszej wątpliwości, że wskazane tu formy nazw: Żyromin czy może nawet Żeremin lub Żeromino dały początek współczesnej nazwie Żuromin.

## Historia

### Średniowiecze
Początki osadnictwa w okolicach Żuromina są datowane na XI–XII wiek. Świadczy o tym cmentarzysko w miejscowości Poniatowo. Było to osadnictwo puszczańskie, gdyż obszary żuromińskie pokrywały gęste lasy i liczne bagna. Stwarzało to dogodne warunki dla żerowania i siedlisk zwierząt. Ponadto stanowiły liczny zasób gleb nadających się pod uprawę.
Pierwsze wzmianki o osadzie pochodzą z XIII wieku. W 1293 roku osadę tę – zwaną Żeromino – książę mazowiecki Bolesław II mazowiecki darował komesowi Brodzie ze Szreńska.
W latach 1329–1351 tereny te były zhołdowane przez króla czeskiego Jana Luksemburskiego. Dopiero od 1351 roku król Kazimierz III Wielki uczynił je lennem Polski. Po jego śmierci, Zawkrze zostało ponownie włączone do księstwa mazowieckiego przez księcia Siemowita III. Jego syn Siemowit IV w 1384 roku oddał ziemię Zawkrzeńską w zastaw Krzyżakom za 3600 kop groszy polskich. Okres zastawu trwał do 1399 roku. Ostatecznie Zawkrze włączył do Korony król Jan Olbracht w 1495 roku. W 1502 i w 1505 roku król Aleksander Jagiellończyk zrównał Ziemię Zawkrzeńską i Ziemię Płocką pod względem podatku poradlnego i wyboru urzędników z innymi ziemiami korony.
W tym czasie (do 1489 roku) właścicielem Żuromina była rodzina Szczygłów. Po 1489 osada przeszła w ręce rodziny Dębskich. W 1578 roku wieś Żuromin liczyła już około 200 mieszkańców. Przed 1643 znalazła się w posiadaniu Tomasza Działyńskiego – wojewody chełmińskiego. Od 1703 roku Żuromin był własnością Michała Zdzisława Zamoyskiego – łowczego wielkiego koronnego i wojewody smoleńskiego, jako posag Anny Działyńskiej – wojewodzianki chełmińskiej. Pod zarządem Zamoyskich przeżywał znaczny rozwój gospodarczy, kulturalny i religijny.
Niebagatelną rolę odegrał w tym względzie rozwijający się kult maryjny. Wykorzystując ten kult Michał Zdzisław Zamoyski oraz Bohdan Mostowski – podczaszy płocki (potem kasztelan sierpecki i płocki) w 1714 roku ufundowali drewniany kościół. W 1718 roku biskup płocki Ludwik Bartłomiej Załuski zorganizował przy kościele misję Jezuitów z Pułtuska. Sprowadził ich do Żuromina Michał Z. Zamoyski, oddając im pod opiekę kościół oraz dom mieszkalny. Liczne pielgrzymki wiernych sprawiły, że Jezuici przystąpili do budowy większego kościoła murowanego. Rozpoczęte prace przerwała kasata zakonu w 1773 roku.

### Prawa miejskie
W latach 1734–1792 właścicielem Żuromina był Andrzej Zamoyski – kanclerz wielki koronny. On to dbając o rozwój swoich posiadłości wystarał się u króla Stanisława Augusta Poniatowskiego o prawa miejskie dla Żuromina i Bieżunia. Przyznał je król oddzielnymi aktami lokacyjnymi dla obu miast 13 lutego 1767 roku w Warszawie. Przywilej lokacyjny zezwalał na założenie miasta i zawierał instrukcje na temat jego urządzenia. Określał, że znakiem albo pieczęcią miasta Żuromina miały być trzy lilie stojące nad miesiącem, pod którym gwiazda z literami MP. Pieczęć miała służyć do twierdzenia akt, listów i spraw miejskich.
Miasto było lokowane na prawie magdeburskim. Władze miasta nazwano magistratem. Na czele magistratu stał burmistrz. Wybierał go każdego roku w dniu 29 listopada właściciel miasta spośród trzech rajców – kandydatów wybranych przez ogół mieszkańców. Burmistrz administrował w ratuszu. Tu odbywały się sądy, narady, znajdowało się archiwum miejskie, więzienie, sklep miejski i waga. Do obowiązków burmistrza należało kierowanie obradami Rady Miejskiej, przewodnictwo na sesjach sądowych i ekonomicznych, kontrola wagi, miar oraz cen produktów na targach i jarmarkach.
W 1777 roku Żuromin liczył 312 mieszkańców oraz 52 domy. W 1778 roku Andrzej Zamoyski sprowadził na miejsce misji jezuitów franciszkanów reformatów z klasztoru w Łąkach Bratiańskich koło Nowego Miasta Lubawskiego w województwie chełmińskim. Wspólnota zakonna liczyła 24 członków (13 kapłanów, 7 kleryków i 3 braci). Właściciel miasta przekazał im zaczęty przez jezuitów kościół, ogród i łąki. Zezwolił na: wolny wyrąb w lasach żuromińskich na własne potrzeby, wolne mlewo w młynie Poniatowo, łowienie ryb w rzece Wkra oraz utrzymywanie się z ofiar i jałmużny. W 1785 roku reformaci przy znacznym wsparciu właściciela miasta i innych dobroczyńców, dokończyli budowę murowanego kościoła oraz zbudowali od jego strony południowej klasztor. Kościół był budowlą starego baroku, trójnawowy, halowy. 2 lipca 1785 roku biskup sufragan płocki Wojciech Gadomski dokonał konsekracji świątyni.

### Pod zaborami
Po II rozbiorze Polski w 1793 roku Żuromin znalazł się w zaborze pruskim. Należał nadal do powiatu szreńskiego i parafii lubowidzkiej. Był własnością syna Andrzeja Zamoyskiego – Stanisława Zamoyskiego. On to 18 września 1801 roku sprzedał tę posiadłość księciu Józefowi Poniatowskiemu, który z kolei ją rodzinie Dąbrowskich. 24 lipca 1794 roku Żuromin został zniszczony przez pożar. Zagorzało prawie całe miasto razem z dawną szkołą zakonną początkową i starym drewnianym klasztorem. Spłonęła także dość zasobna książnica klasztorna. Ocalał jedynie murowany kościół i 8 domów.
W latach 1797–1799 władze pruskie dokonały zmian administracyjnych w państwie pruskim. Od czasu utworzenia Księstwa Warszawskiego w 1807 roku Żuromin znajdował się w powiecie mławskim departamentu płockiego. Był jednym z ośmiu miast tego powiatu. Od 1815 roku Żuromin znalazł się w granicach Królestwa Polskiego. Należał do obwodu mławskiego w województwie płockim. W 1846 roku mieszkało w nim 1541 osób w 127 domach (w tym trzy murowane). Miasto było ubezpieczone w Towarzystwie Ogniowym na 49 050 rubli srebrnych. Każdy dom posiadał sprzęt przeciwpożarowy. W tym czasie właścicielem miasta był „dorobkiewicz” Adam Wołoski – sędzia pokoju mławskiego. Mało interesował się miastem. Starał się osiągnąć jak najwięcej korzyści ze swoich posiadłości. Żuromin podupadł. W mieście szerzyło się pijaństwo na skutek propinacji. Walcząc z tym zjawiskiem w połowie XIX wieku utworzono przy kościele bractwo trzeźwości.
W 1863 roku mieszkańcy miasta i okolic czynnie wzięli udział w powstaniu styczniowym. Potyczki z wojskami rosyjskimi miały miejsce w okolicach Żuromina 8 lutego 1863 roku, w Poniatowe 10 sierpnia 1863 roku oraz pod Osówką 14 października 1863 roku. Świadectwem tych wydarzeń są mogiły powstańcze na okolicznych cmentarzach. Po powstaniu styczniowym władze rosyjskie zlikwidowały dobra kościelne w Żurominie. Miasto opuścili reformaci.
1 czerwca 1869 roku ukazem carskim Żuromin wraz innymi miastami Mazowsza został zdegradowany do roli osady. Był gminą wiejską zarządzaną przez wójta i zgromadzenie gminne. Pod koniec XIX wieku Żuromin miał trzy ulice: Mławską, Zamurną i Poniatowską oraz trzy duże rynki: Stary, Nowy i Zielony, na których w dni targowe tkwił handel. Ponadto posiadał synagogę, szkołę początkową, urząd gminy, kasę wkładowo-zaliczkową, przytułek dla ubogich. W 1897 roku mieszkało w Żurominie 3119 mieszkańców. Osada była ogólnie zaniedbana. Brak urządzeń kanalizacyjnych i wodnych wpłynął na niski stan higieniczny. Szerzyły się choroby. Nadal dominowało budownictwo drewniane. Mieszkańcy żyli ubogo. Wielu nie posiadało ziemi, nie pracowało. W 1903 roku w Żurominie rozpoczęto brukowanie ulic. Łączność ze światem Żuromin utrzymywał poprzez pocztę mieszczącą się w budynku klasztornym, a także za pomocą telefonu, który łączył osadę z Bieżuniem i Zieluniem. Od 1905 roku Żuromin stał się parafią. Do tej pory należał do parafii Lubowidz. Jej proboszczem został ksiądz Ignacy Staniaszko.
Parafia do dziś słynie z obrazu Matki Bożej, który otaczany jest kultem ze względu na przypadki uzdrowień. Obraz namalowany jest na płótnie, przedstawia Matkę Bożą unoszącą się na obłoku i dającą dziecię Jezus św. Antoniemu.

### I wojna światowa, okres międzywojenny i II wojna światowa

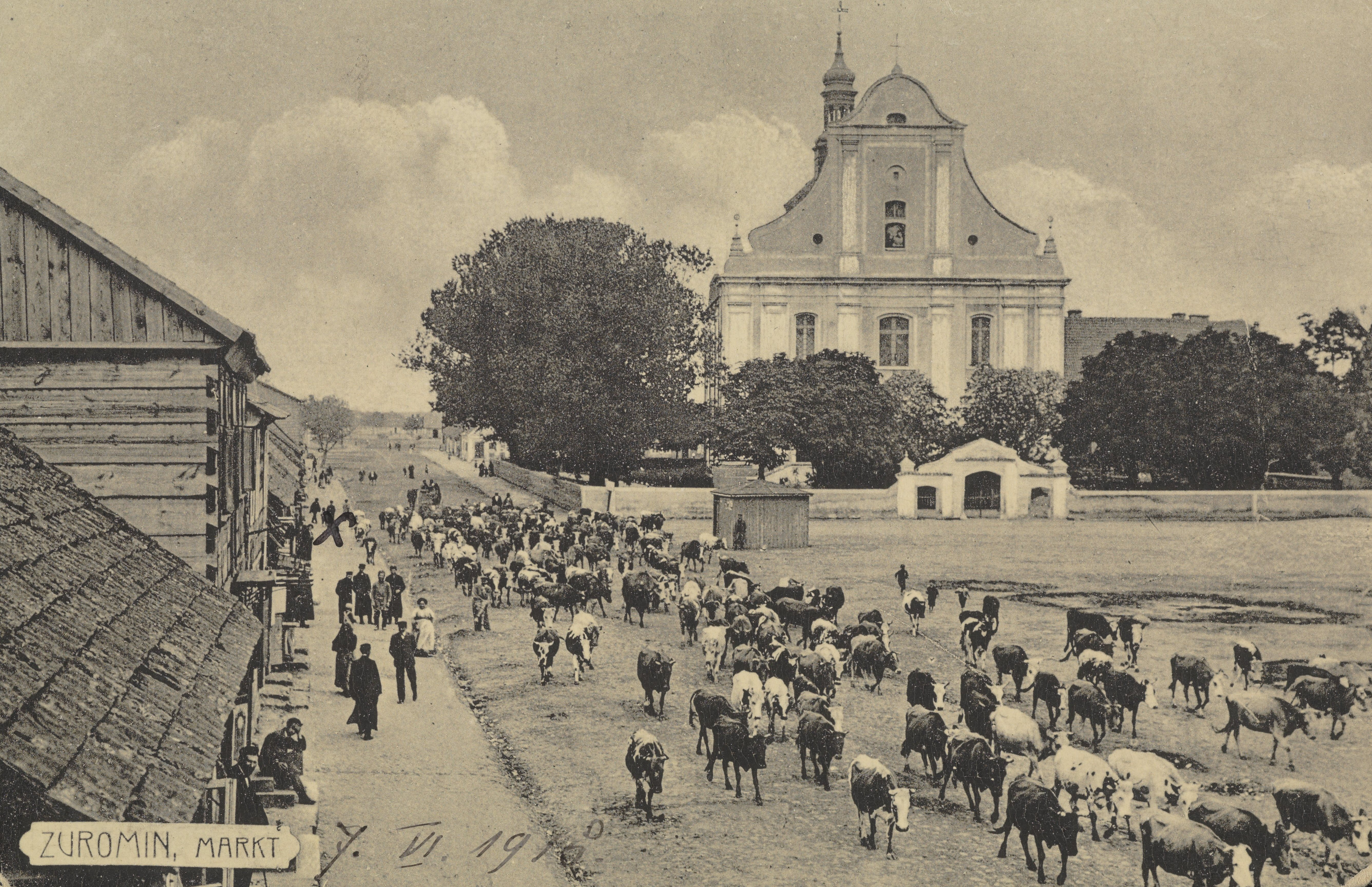
Rynek około 1910

W okresie I wojny światowej Żuromin znalazł się na uboczu działań wojennych i wydarzeń politycznych. Od 1915 do 1918 roku pod okupacją niemiecką po wyparciu wojsk i władz rosyjskich. 11 listopada 1918 roku mieszkańcy Żuromina rozbroili posterunek żandarmerii, mimo początkowego oporu żandarmów. W niepodległej międzywojennej Polsce Żuromin należał do powiatu sierpeckiego w województwie warszawskim.
Staraniem miejscowego proboszcza i nauczycieli władze polskie ponownie w 1925 roku przywróciły prawa miejskie. Miasto było nadal zaniedbane. Łączność z większymi miastami utrzymywano za pośrednictwem dwóch kursowych autobusów Żyda – Mośka Hamburgiera. Do kilku domów była doprowadzona energia elektryczna z Młyna Grodka i Browarna. Mieszkańcy posiadali kilka odbiorników elektrycznych. Od 1931 roku przystąpiono do poprawiania estetyki miasta. Zaczęto likwidować bagna, bajora, porządkować ulice (kładąc bruk) i rynki. Wybudowano dom dla urzędu z remizą strażacką, wywiercono trzy studnie publiczne. Miasto miało wodę. Liczyło już 4165 mieszkańców.

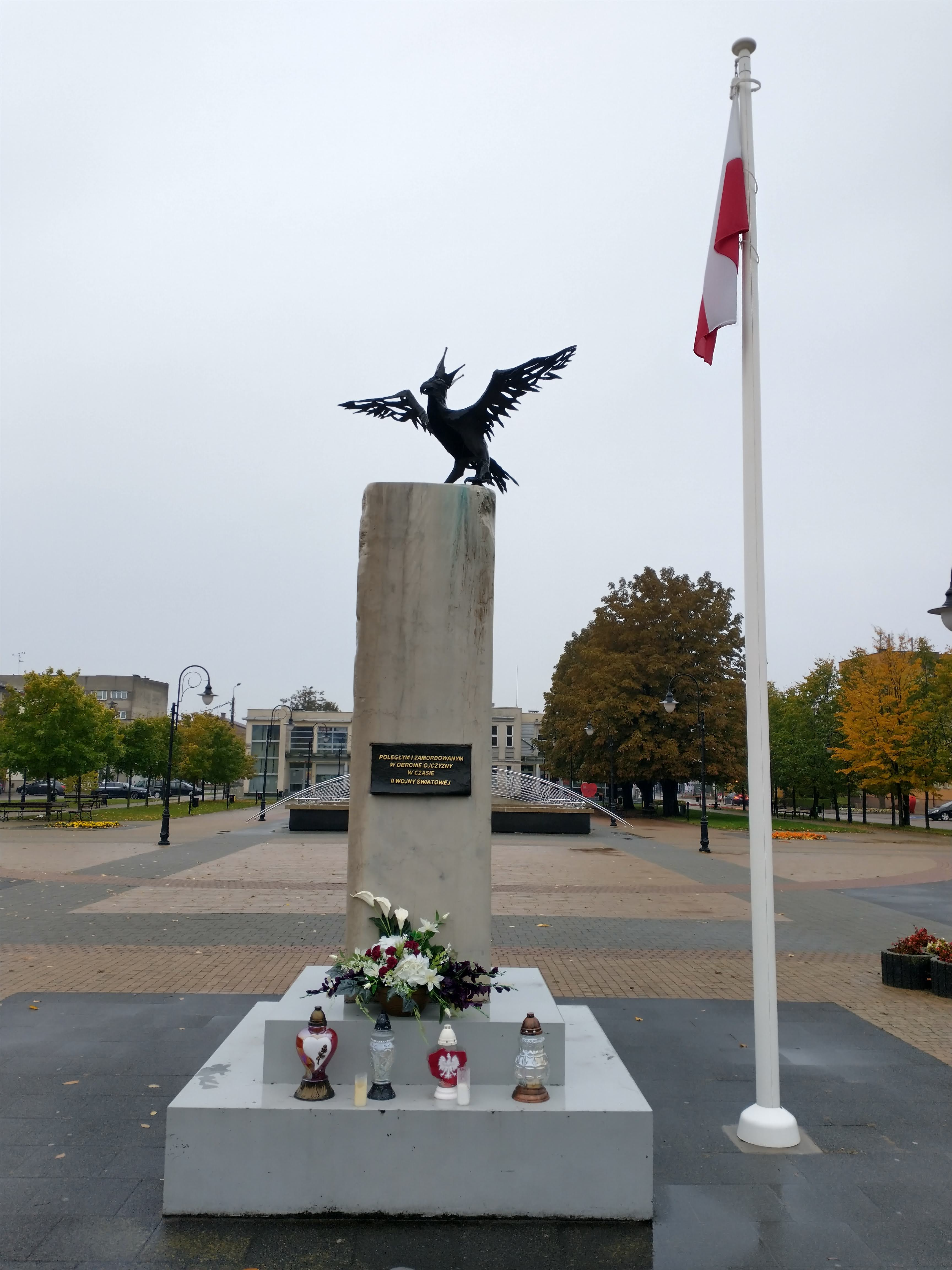
Pomnik poległym i pomordowanym w czasie II wojny światowej

W okresie II wojny światowej Żuromin znalazł się poza terenem działań wojennych. 15 września 1939 roku do miasta przybyły pierwsze oddziały niemieckie i od tej pory znajdowało się pod okupacją niemiecką. Utworzono posterunek żandarmerii. W październiku 1939 r. Żuromin został bezpośrednio wcielony do Rzeszy i jako część rejencji ciechanowskiej włączono go do prowincji Prusy Wschodnie. Zmieniono nazwę miasta na Görtzen. Zarządzali nimi kolejno: komisarze niemieccy – Bechtel, Wieczorek, Wintt i Lejbicki. W Żurominie w pierwszej kolejności już w końcu 1939 roku wysiedlono ludność żydowską. Umieszczono ich gettach Generalnego Gubernatorstwa w Jadowie i Warszawie. Od 2 kwietnia 1941 roku zaprzestano wysiedleń Żydów do Generalnego Gubernatorstwa, kierując ich do gett na terenie rejencji ciechanowskiej. Żydzi żuromińscy najczęściej byli wywożeni do gett w Ciechanowie i w Mławie. Stąd przewożono ich do obozu zagłady, głównie Auschwitz-Birkenau. Część mieszkańców pochodzenia żydowskiego deportowano do getta w Legionowie. W sumie wysiedlono ok. 2500 Żydów.
W mieście Niemcy porozbierali domy żydowskie (ok. 30% zabudowań). Wprowadzili godzinę policyjną, która trwała od 21 do 6. Wprowadzono kartki na żywność. Niemcy zmuszali mieszkańców do „czapkowania”, rąbania drzewa, noszenia wody lub prac na terenie miasta. W zimie zatrudniali przy odśnieżaniu dróg w formie szarwarku. Dzieci, które miały ukończone 15 lat, były wywożone na roboty, pozostałe przymuszano do pracy na terenie miasta: wyrywały trawę z chodników, czyściły skwery, pełły oraz zbierały kamienie z pól. Prace miały odciągnąć dzieci od nauki. Znane są dwa przypadki zabójstw dzieci żuromińskich, które pragnęły uniknąć wywózki na roboty. Na Polaków zatem spadły represje oraz eksterminacja, wysiedlenia do Generalnego Gubernatorstwa bądź wywózki na roboty do Rzeszy.
W Żurominie i gminie od 1940 roku działała partia chłopska Stronnictwo Ludowe Roch. Organizatorem jej był Wacław Kapela pseudonim „Luty” z Wólki Kliczewskiej.

### Okres powojenny
Żuromin został zajęty 19 stycznia 1945 roku przez żołnierzy 2 Armii Uderzeniowej z 2 Frontu Białoruskiego. Niemcy nie stawiali oporu. Miasto w dniu wkroczenia Armii Czerwonej liczyło 2232 mieszkańców. Było zniszczone w ok. 30% i od tej pory ponownie należało do powiatu sierpeckiego w woj. warszawskim.
1 stycznia 1956 roku Żuromin awansował do rangi miasta powiatowego. Powstał z części ziem powiatów: mławskiego, sierpeckiego i rypińskiego. Początkowo obszar wynosił 759 km² i liczył 40353 mieszkańców.
11 kwietnia 1946 oddział Ruchu Oporu Armii Krajowej przeprowadził akcję zbrojną na miejscowy gminny Urząd Bezpieczeństwa Publicznego i spółdzielnię.
1 stycznia 1960 roku i 1 stycznia 1961 roku przeprowadzono w ramach powiatu korzystne dla gospodarki zmiany organizacyjne. Zlikwidowano słabe gromady w Gościszce, Jasionach, Mleczówce, Ługach, Serokach, Chraponi, Chromakowie, a gromadę Sinogóra przeniesiono do Syberii.
Powiat żuromiński był najsłabiej zaludnionym i najbardziej zaniedbanym gospodarczo i kulturalnie powiatem w województwie warszawskim. Jako teren typowo rolniczy charakteryzował się brakiem większego przemysłu. Miasto nie posiadało jeszcze kanalizacji miejskiej ani wodociągu. W fatalnym stanie znajdowały się drogi. Żuromin był po 1970 roku aktywizowany gospodarczo przez lokalizację tu filii zakładów z większych miast.
Od 1 stycznia 1975 roku, z chwilą likwidacji powiatu należał do województwa ciechanowskiego. Na skutek zmian administracyjnych od 1 stycznia 1999 roku jest ponownie miastem powiatowym w województwie mazowieckim.

### XXI wiek

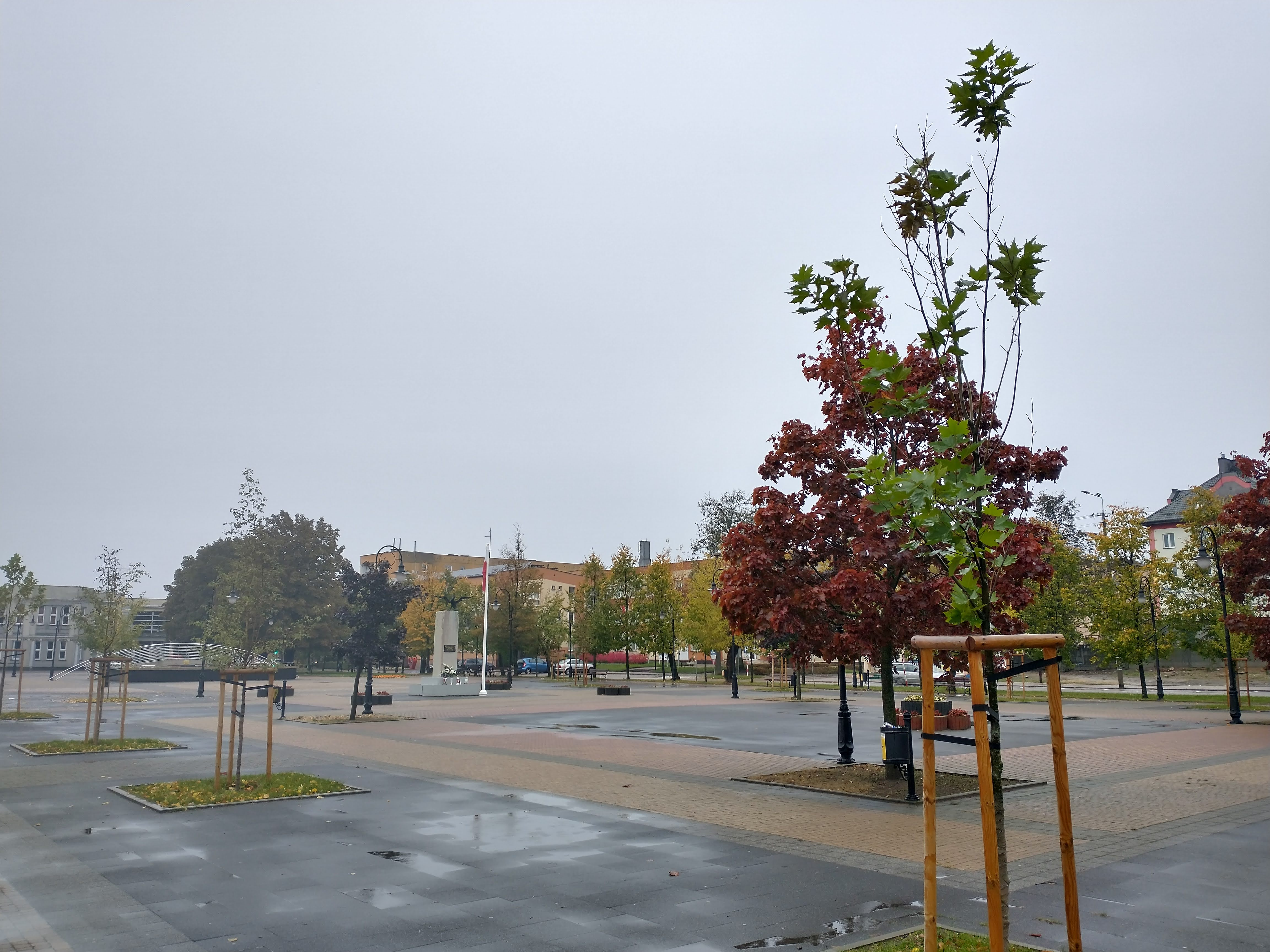
Skwer Marszałka Józefa Piłsudskiego

Żuromin na początku XXI wieku zyskał niesławne miano polskiej stolicy fentanylu. Było to związane z dużym odsetkiem osób uzależnionych od narkotyków wśród mieszkańców miasta, z czym od lat nie radziły sobie lokalne władze oraz Policja. Ogólnopolskie media zaczęły o tym informować dopiero na początku 2024 roku.

## Burmistrzowie Gminy i Miasta Żuromin
Po 1989 roku:
1. Ignacy Plakwicz – Burmistrz Gminy i Miasta Żuromin w okresie od 13.06.1990 – 09.05.1991
2. Marek Kowalczyk – Burmistrz Gminy i Miasta Żuromin w okresie od 09.05.1991 – 30.06.1991
3. Tadeusz Szczerkowski – Burmistrz Gminy i Miasta Żuromin w okresie od 01.07.1991 – 05.11.1998
4. Ryszard Wieczorkowski – Burmistrz Gminy i Miasta Żuromin w okresie od 05.11.1998 – 27.03.2000
5. Zbigniew Nosek – Burmistrz Gminy i Miasta Żuromin w okresie od 01.04.2000 – 08.12.2014
6. Aneta Goliat – Burmistrz Gminy i Miasta Żuromin w okresie od 08.12.2014 – 05.05.2024
7. Michał Bodenszac – Burmistrz Gminy i Miasta Żuromin w okresie od 6 maja 2024

## Demografia

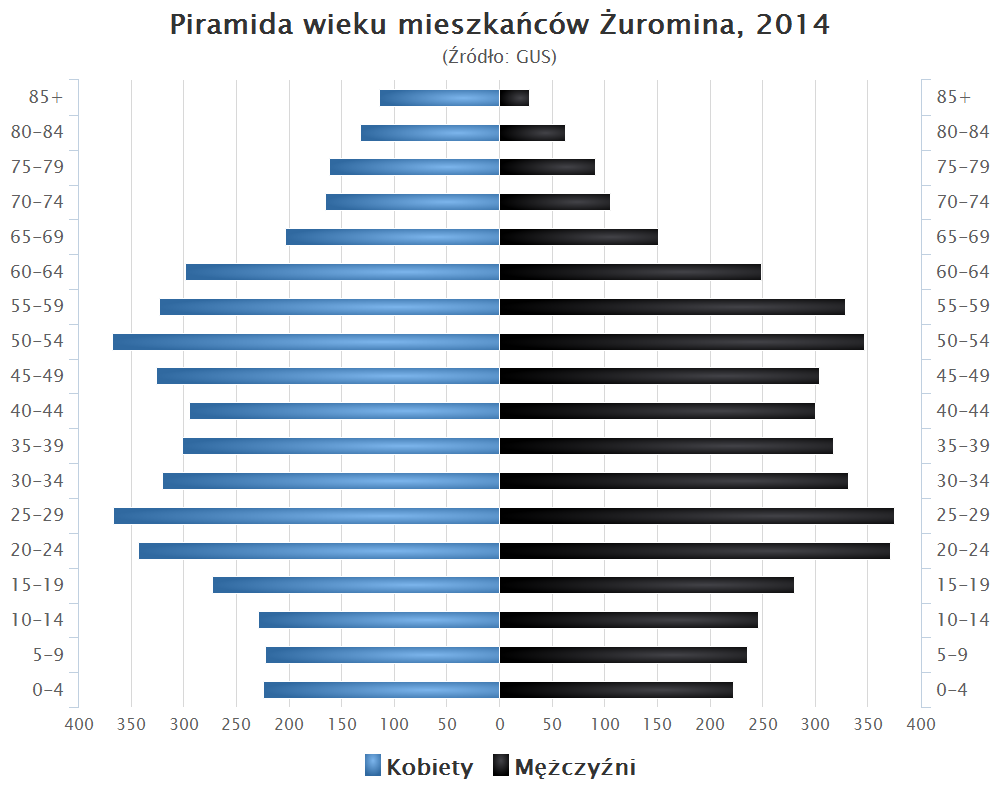
Piramida wieku mieszkańców Żuromina w 2014 roku

## Edukacja
W Żurominie działają dwie szkoły podstawowe. W mieście znajduje się też liceum ogólnokształcące. Dostępne są cztery profile: politechniczny, medyczny, humanistyczny i ekonomiczny. Patron szkoły to Maria Dąbrowska. W Żurominie znajduje się także zespół szkół ponadgimnazjalnych, w którego skład wchodzą: technikum i branżowa szkoła I stopnia. Patronem zespołu szkół jest Jan Paweł II. W mieście działają dwa przedszkola.

## Życie kulturalne
- Kino Ton
- Żuromińskie Centrum Kultury
- Powiatowo–Miejska Biblioteka Publiczna
- Biblioteka Pedagogiczna

## Ochrona zdrowia
W mieście działa Samodzielny Publiczny Zespół Zakładów Opieki Zdrowotnej. Jego dyrektorem jest obecnie Zbigniew Białczak. Placówkę prowadzi samorząd powiatowy. Funkcjonuje ona jako jednostka samodzielna od 31 grudnia 1997 roku. Ma swoją siedzibę przy ulicy Szpitalnej 56.

## Zabytki

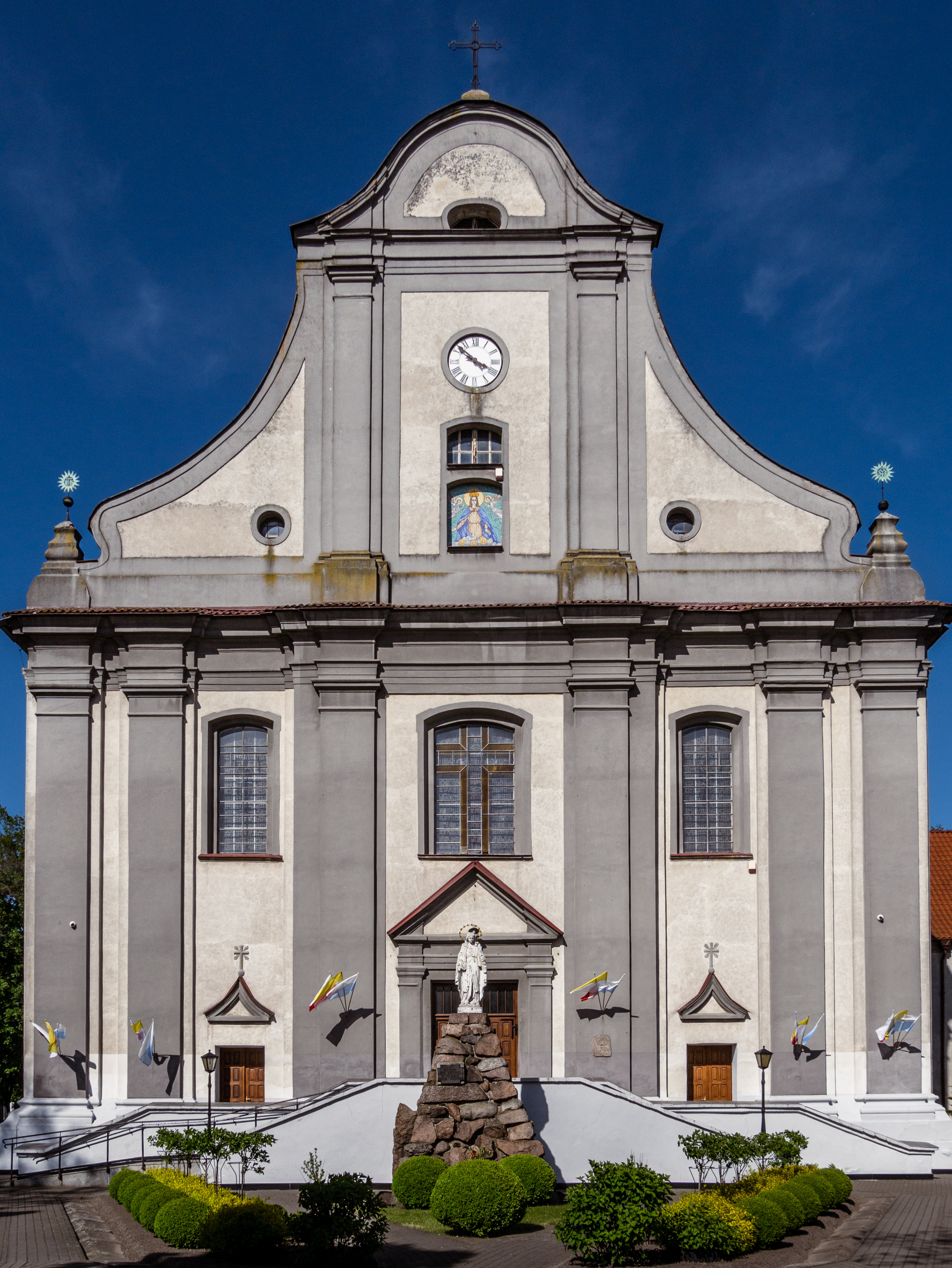
Kościół pod wezwaniem Świętej Trójcy i klasztor poreformacki

- Kościół pod wezwaniem Świętej Trójcy i klasztor poreformacki
- Cmentarz żydowski

## Wspólnoty wyznaniowe
- Kościół rzymskokatolicki:
  - parafia św. Antoniego – parafia znajdująca się w diecezji płockiej w dekanacie żuromińskim. Została erygowana w 1908. Obecny kościół parafialny pw. Św. Trójcy został wybudowany w latach 1782–1784, konsekrowany w lipcu 1786.
- Świadkowie Jehowy
  - zbór Żuromin (Sala Królestwa ul. Przemysłowa 35)[11] – w latach 80. XX w. przyjechali pionierzy specjalni, którzy założyli w 1987 tutejszy zbór[12].

## Sport i turystyka

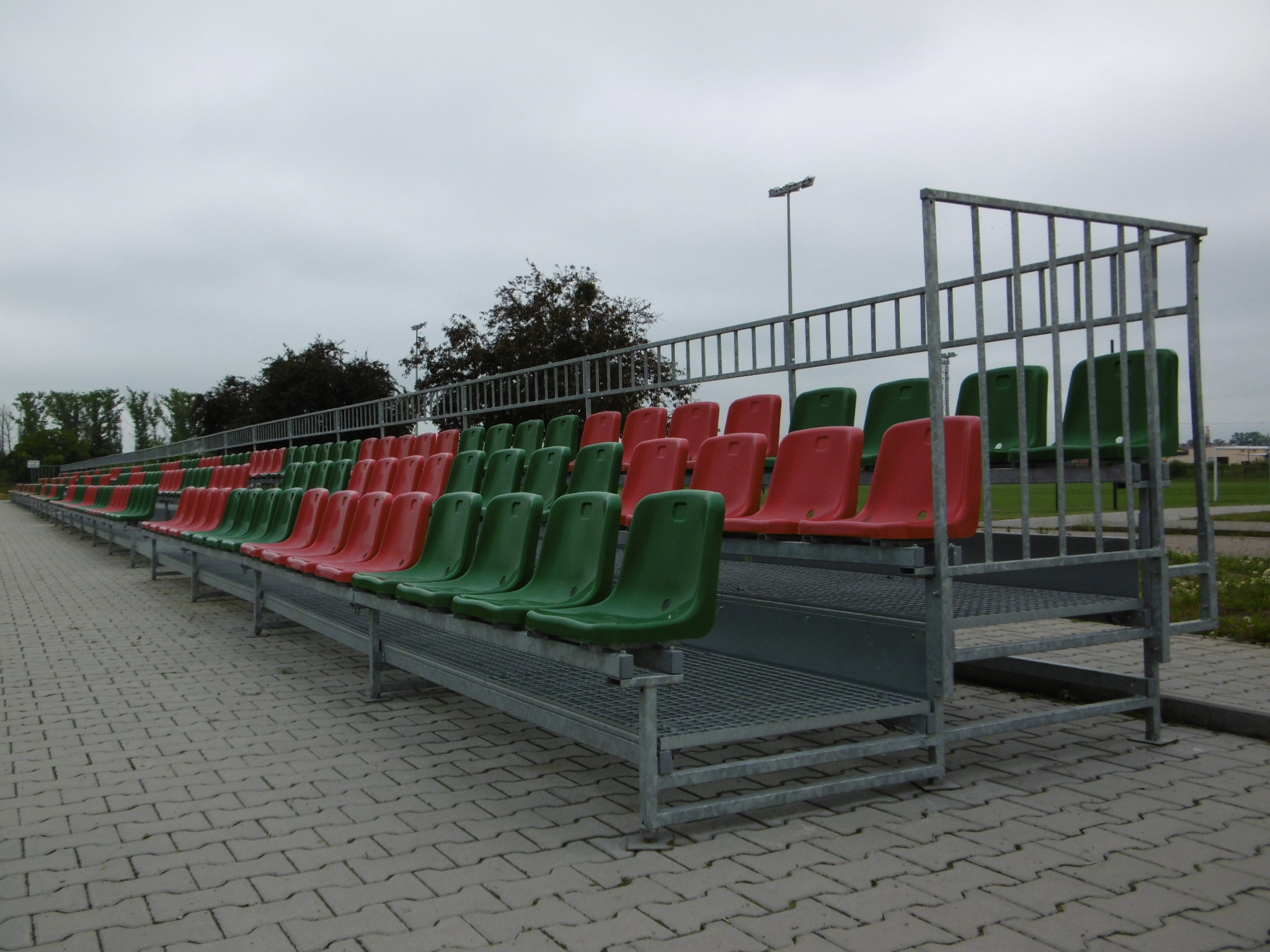
Stalowa trybuna stadionu

- Hala sportowa
- MKS „Wkra” Żuromin
- Stadion Miejski „Wkra”
- Orlik 2012
- Park miejski

## Inne
- Omega Music – miejscowa i polska wytwórnia fonograficzna, wydająca płyty i kasety solistów i grup muzycznych, głównie z gatunku disco polo w latach 1991–2000 oraz organizowała w latach 1995–1997 koncert Gwiazd Disco Relax na stadionie miejskim w Żurominie. Założycielem był Zbigniew Retkowski (pochodzący z Żuromina, obecnie mieszka w Warszawie)